# José Daniel Celma Prieto
José Daniel Celma Prieto, també conegut com José Celma Prieto (Tortosa, Baix Ebre, 20 d'octubre de 1924 – Madrid, 28 de març de 2020), fou un empresari i filantrop català. El 1981 va ser nomenat Fill Predilecte de la ciutat de Tortosa. Estava casat amb Josefina Mendoza Lucas, morta el 2012.
Celma Prieto va ser president de l’asseguradora Metrópolis, empresa que des del 1967 va ser propietària de l'edifici Palau Capmany, ubicat al carrer de la Rosa. Entre les obres filantròpiques i de mecenatge que Celma Prieto va fer a Tortosa, destaquen la implantació a la ciutat de la Universitat Nacional d'Educació a Distància; la neteja de les naus de la Catedral de Tortosa, el 1990, amb una aportació de 10 milions de pessetes, i la reconstrucció el 2010 de les escales de La Seu tortosina, amb una aportació de 240.000 euros que sufragava pràcticament tot el pressupost de l'obra. Però sobretot se'l recorda per la creació dels Jardins del Príncep, ubicats al barri de Remolins, un parc escultòric a l'aire lliure amb obres de Santiago de Santiago, i que fou inaugurat el 23 de setembre de 1991.